# Lim Chiew Sien

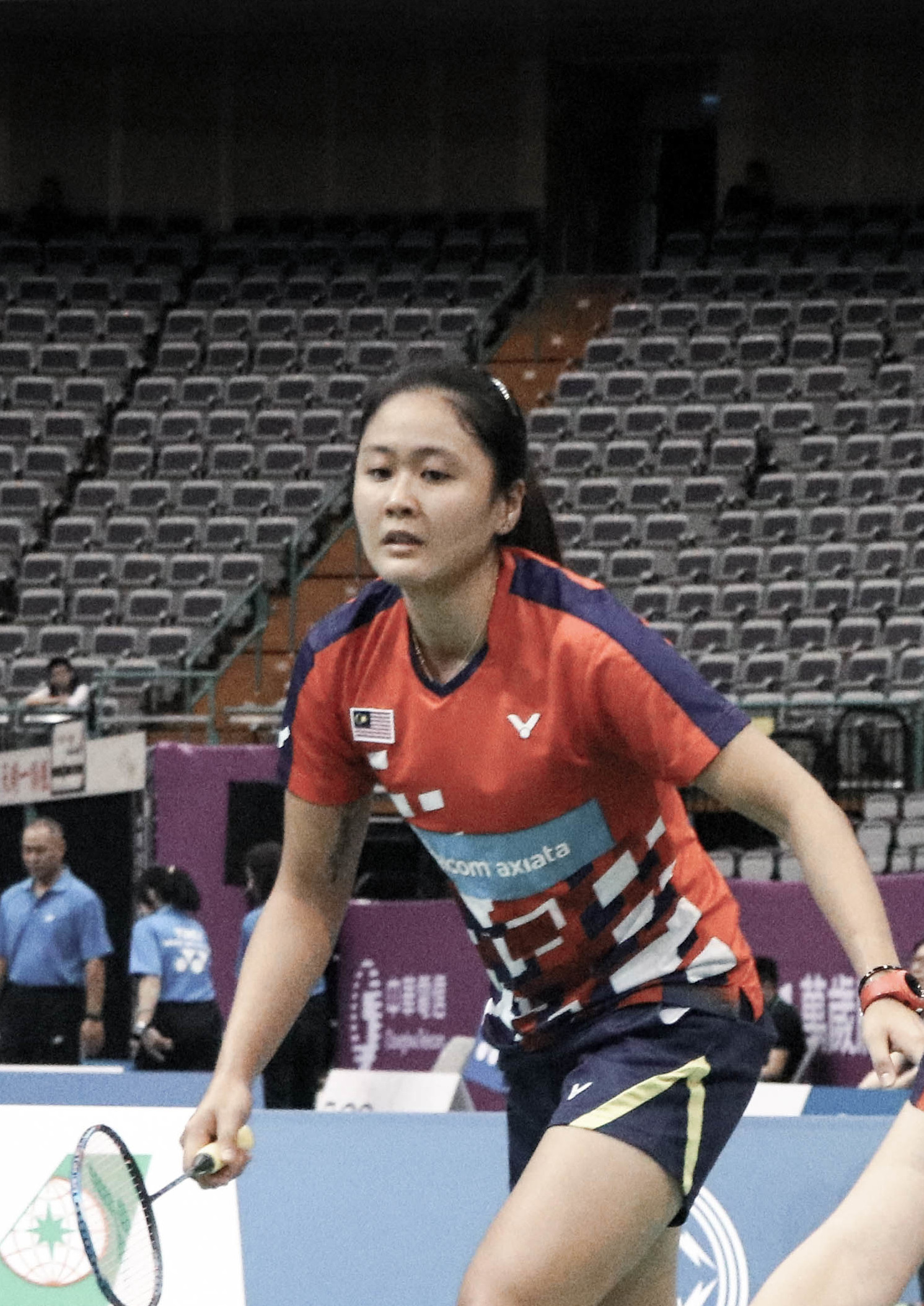
Lim Chiew Sien

Lim Chiew Sien (* 14. Mai 1994 in Johor) ist eine malaysische Badmintonspielerin.

## Karriere
Lim Chiew Sien nahm 2011 und 2012 an den Badminton-Juniorenweltmeisterschaften teil. 2014 repräsentierte sie ihr Land als Nationalspielerin bei den Asienspielen und im Uber Cup. Im selben Jahr nahm sie auch an den Asienmeisterschaften teil. Bei den nationalen Titelkämpfen gewann sie 2014 Silber im Dameneinzel.